# Byyappanahalli, Sidlaghatta
Byyappanahalli là một làng thuộc tehsil Sidlaghatta, huyện Kolar, bang Karnataka, Ấn Độ.